# Суходольський Олексій Львович
Суходольський Олекса (28 березня 1863 — 15 квітня 1936) — український актор на характерних ролях, режисер й антрепренер, родом з Києва. Чоловік Марії Суходольської-Дикової.

## З життєпису
З 1879 в російському театрі «Берґоньє» в Києві, з 1891 в українських трупах О. Василенка, Марка Кропивницького, Г. Деркача, з 1894 очолював театральне товариство (до 1898 разом з О. Сусловим, до 1918 — самостійно).
1920–1928 — актор української трупи та помічник режисера оперового театру в Белграді (Юґославія).
1929 — повернувся в Україну; керівник пересувного театру «Гарт» (1930–1932), потім (до 1933) актор Державного українського театру РРФСР.
Найкращі ролі: Цибуля, Панас («Сорочинський ярмарок», «Циганка Аза» Михайла Старицького), Хома («Назар Стодоля» Тараса Шевченка), Карпо («Лимерівна» Панаса Мирного) та ін.
Автор кількох мелодрам («Хмара», «Помста, або Загублена доля») і перекладів та переробок російських п'єс.